# Toronto Film Critics Association
La Asociación de Críticos de Cine de Toronto (TFCA) es una organización de críticos de cine de publicaciones con sede en Toronto. Desde 1999, el TFCA se convirtió en miembro de la FIPRESCI.

## Historia
La Asociación de Críticos de Cine de Toronto es la organización oficial de locutores y periodistas con sede en Toronto, encargados de realizar críticas especializadas en largometrajes y cortos. Los miembros representan a todos los críticos principales de Toronto. De los cuales también son participantes de los festivales de Cannes, Berlín y Venecia.
Los miembros fundadores de la TFCA —aquellos que asistieron a la primera reunión en agosto de 1997 en la sala de juntas del National Film Board of Canada— fueron Cameron Bailey (Now Magazine), Norm Wilner (Independiente), Liam Lacey (The Globe and Mail), Peter Howell (Toronto Star), Brian D. Johnson (Maclean's), Angie Baldarrasse (Independiente), Marc Glassman (Take One), Gemma Files (Eye Weekly), and Wyndham Wise (Take One). 

## Categorías
- Mejor película
- Mejor director
- Mejor actor
- Mejor actriz
- Mejor actor de reparto
- Mejor actriz de reparto
- Mejor guion
- Mejor película animada
- Mejor documental
- Mejor película en lengua extranjera
- Premio Rogers a la mejor película canadiense
- Premio Jay Scott para el talento canadiense emergente

## Miembros
Miembros actuales de los TFCA:
- Kelsey Adams - Now Magazine
- Nathalie Atkinson – The Globe and Mail, Zoomer
- Linda Barnard – Freelance
- Sarah-Tai Black - The Globe and Mail, LA Times
- Kelly Boutsalis - freelance
- Liz Braun – Toronto Sun
- Anne Brodie – What She Said
- Bill Chambers – Film Freak Central
- Susan G. Cole – Now Magazine
- Bruce De Mara – Toronto Star
- Thom Ernst – Freelance
- Alicia Fletcher - Cinema Scope, A Year in Film
- Eli Glasner – CBC
- Marc Glassman - POV Magazine, Classical FM
- Jason Gorber – That Shelf, POV Magazine
- Karen Gordon – Original Cin
- Sarah Hagi - Gawker, The Globe and Mail
- Peter Howell – Toronto Star
- Kim Hughes - Original Cin
- Brian D. Johnson, Maclean's
- Chris Knight – National Post
- Liam Lacey - Original Cin
- Pat Mullen - POV Magazine, That Shelf
- Angelo Muredda – Freelance
- Adam Nayman – Cinema Scope
- Andrew Parker – Freelance
- Jennie Punter – Musicworks
- Kevin Ritchie - Now Magazine
- Johanna Schneller – The Globe and Mail
- Gilbert Seah – Afro Toronto, Toronto Franco
- Alice Shih – Fairchild Radio
- Radheyan Simonpillai – Now Magazine
- Jim Slotek – Original Cin
- Courtney Small - freelance
- Victor Stiff - freelance
- Glenn Sumi – Now Magazine
- Kate Taylor – The Globe and Mail
- José Teodoro – Cinema Scope
- Norman Wilner – Now Magazine

Miembros eméritos de la TFCA:
- Jason Anderson
- Tina Hassania
- Bruce Kirkland